# Eilhard Cordes
Eilhard Cordes (* 14. Juli 1938 in Hamburg) ist ein deutscher Geowissenschaftler und Bibliothekar. Er war langjähriger Leiter der Universitätsbibliothek Osnabrück.

## Leben und Wirken
Eilhard Cordes studierte Geowissenschaften und Chemie an den Universitäten Kiel, Tübingen und Innsbruck. Im Jahre 1965 promovierte er bei Eugen Seibold an der Christian-Albrechts-Universität zu Kiel im Gebiet Meeresgeologie. 1966 legte er die Prüfung zum Diplom-Geologen ab und arbeitete von 1965 bis 1967 als wissenschaftlicher Assistent am Geologischen Institut der Universität Kiel. 1967 trat er als Bibliotheksreferendar an der Staats- und Universitätsbibliothek Hamburg in die Ausbildung für den höheren Bibliotheksdienst ein, die Fachprüfung hierfür absolvierte er 1969 in Hamburg. Von 1969 bis 1975 arbeitete er als wissenschaftlicher Bibliothekar an der Universitätsbibliothek Braunschweig, dann wechselte er an die Universitätsbibliothek Osnabrück. Diese leitete er als Leitender Bibliotheksdirektor bis zu seinem Eintritt in den Ruhestand 2003. In seiner langen Dienstzeit in Osnabrück ging es vor allem um den Aufbau dieser neu gegründeten Universitätsbibliothek, die Einführung des elektronischen Bibliothekssystems PICA, die Planung und Errichtung verschiedener Bibliotheksbauten oder die Integration der Bestände der Pädagogischen Hochschule Osnabrück.

## Schriften
- Texturelle und granulometrische Untersuchungen zur Anreicherung von Schwermineralsanden am Beispiel der Strandstreifen von Skagen <Dänemark>. Dissertation Universität Kiel 1965.

- Bodenkarte von Schleswig-Holstein. Teil Nr. 72: Eider-Niederung, Rehm. Geologisches Landesamt Schleswig-Holstein, Kiel 1966.
- (mit Peter Hummel): Holozäne Sedimentation und Faziesdifferenzierung beim Aufbau der Lundener Nehrung (Norderdithmarschen). In: Meyniana, Bd. 19 (1969), S. 103–112.

- Literaturerschließung in der Meereskunde. Darstellung ihres derzeitigen Standes, insbesondere in Hinblick auf den Sachkatalog in wissenschaftlichen Bibliotheken. Deutsches Hydrographisches Institut, Hamburg 1970.
- (Mitautor): Die derzeitige Situation der Zusammenarbeit zwischen Institutsbibliotheken und der UB an der Technischen Universität Braunschweig. In: Wolf Haenisch (Hrsg.): Vom Strukturwandel deutscher Hochschulbibliotheken (= Zeitschrift für Bibliothekswesen und Bibliographie, Sonderhefte, Bd. 14). Klostermann, Frankfurt/M. 1973, S. 205–211.
- Rahmenbedingungen für die Personalpolitik in zentralen Hochschulbibliotheken. In: Alexandra Habermann (Hrsg.): Die wissenschaftliche Bibliothek 1977. Sacherschließung, Arbeitsplatz, Mitbestimmung, Ausbildung (= Zeitschrift für Bibliothekswesen und Bibliographie, Sonderhefte, Bd. 26). Klostermann, Frankfurt/M. 1978, ISBN 3-465-01297-6, S. 51–60.
- Fünf Jahre Universitätsbibliothek Osnabrück. In: Bürger und Universität. Mitteilungsblatt der Universitätsgesellschaft Osnabrück, Bd. 5 (1979), S. 70–77.
- Modell Osnabrück. Stadt- und Universitätsbibliothek im räumlichen Verbund. In: Mb. Mitteilungsblatt der Bibliotheken in Niedersachsen und Sachsen-Anhalt, Jg. 1983, S. 2–12.
- Osnabrück, Universitätsbibliothek / Universitätsbibliothek, Abteilung Vechta. In: Rolf Fuhlrott (Hrsg.): Bibliotheksneubauten in der Bundesrepublik Deutschland 1968 - 1983 (= Zeitschrift für Bibliothekswesen und Bibliographie, Sonderhefte, Bd. 39). Klostermann, Frankfurt/M. 1983, S. 255–266, ISBN 3-465-01567-3.
- (Hrsg.): Dokumentation zur Einweihung der Gebäude an der „Alten Münze“ 7. Febr. 1986. Universitätsbibliothek Osnabrück 1986.
- Restaurierung und Konservierung in Bibliotheken des Landes Niedersachsen. In: Mb. Mitteilungsblatt der Bibliotheken in Niedersachsen und Sachsen-Anhalt, Jg. 1995, S. 83–88.
- Infrastruktur im Wandel. Herausforderungen für die Hochschulen und ihre Informations- und Kommunikationseinrichtungen. In: Bibliotheksdienst, Bd. 31 (1997), S. 2151–2157.
- Zur Diskussion gestellt. Thesen zum Thema Informationsstruktur im Wandel. In: ebd., S. 2157–2164.

- (Mitautor): Osnabrück. Stadt zum Leben und zum Lernen. Ausstellungskatalog (= Schriften der Universitätsbibliothek Osnabrück, Bd. 30). Osnabrück 2000.
- Fritz Wolf – nicht nur ein Männekes-Maler. In: Heimat-Jahrbuch Osnabrücker Land, Jg. 2014, S. 217–228.